# 石母田正輔
石母田 正輔（いしもだ しょうすけ/まさすけ、1861年3月6日（文久元年1月25日） - 1941年（昭和16年）5月8日）は、宮城県石巻町長、初代石巻市長。二男に歴史学者・石母田正、五男に政治家・石母田達がいる。

## 経歴
石母田家は仙台藩の重臣で多くの勘定奉行を輩出し、3,000石の知行地を与えられていた。祖父石母田寛衆は筆頭勘定奉行を勤めており、その知行地である陸奥国宮城郡大沢村芋沢（現・宮城県仙台市青葉区）に生まれる。宮城師範学校を卒業し、卒業後は奥羽日日新聞に入り、記者となるが、低収入のため官界に入る。茨城県龍ヶ崎警察署長、茨城、島根両県の警察部勤務を経て、台湾台南県蕃薯藔弁務署長を務めた。その後、台湾時代に知り合った同郷の荒井泰治の誘いを受け、北海道に渡り、札幌の電灯会社の社長に就任した。
1912年（大正元年）仙北軽便鉄道社長となった荒井の推挽により、石母田は同年9月に石巻町長に就任した。町長を1916年（大正5年）まで1期務め、1923年（大正12年）に石巻町会議員。ほか、石巻郵便局長、牡鹿郡会議員、石巻製氷(株)専務などを務め、1929年（昭和4年）に再び町長に復帰した。
2度目の町長時代は上水道建設を進める一方、石巻町の市昇格の依頼状を内務省に送った。内務省から指示が降り、市制基本方針の策定や、市制施行準備委員会が設置され、市制施行へ向けた動きが進められた。こうして1933年（昭和8年）3月28日、内務省告示第八十四号「市制第三条及町村制第三条に依り昭和八年四月一日より宮城県牡鹿郡石巻町を廃し其区域を以て石巻市を置く」が告示され、4月1日に石巻市は正式に発足し、石母田は初代市長に就任した。同年、念願だった上水道が完成。市長在任中は港湾の整備や河川改修など、市勢振興に果たした。市長就任から4年後の1937年（昭和12年）に市長を勇退。1941年死去。